# Ben Gazzara
Biagio Anthony Gazzara (New York, 28 augustus 1930 – aldaar, 3 februari 2012) was een Amerikaans acteur en regisseur. 

## Biografie

### Jeugd
Biagio "Ben" Gazzara werd geboren in New York. Zijn ouders waren Italiaanse immigranten. De jonge Gazzara groeide op in de Lower East Side, hetgeen in die dagen een gevaarlijke buurt was in Manhattan. Hij volgde les aan de Stuyvesant High School. Daar ontdekte hij zijn talent als acteur, maar toch besloot hij om nadien te studeren om elektrotechnicus te worden. Die studie gaf hij na twee jaar op. Gazzara studeerde vervolgens drama aan The New School. Hij kreeg les van Erwin Piscator. Achteraf werd hij aanvaard in de Actors Studio.

### Acteercarrière
Gedurende de jaren 50 was Ben Gazzara te zien in verscheidene Broadway-shows. Zo speelde hij de hoofdrol in Cat on a Hot Tin Roof, een productie geregisseerd door Elia Kazan. Nadien volgde de gelijknamige filmversie en ging de hoofdrol niet naar Gazzara, maar naar Paul Newman. In totaal werd Gazzara tijdens zijn carrière drie keer genomineerd voor een Tony Award.
Eind jaren 50 was hij meermaals te zien in enkele bekende films. Zo speelde hij een rol in Anatomy of a Murder (1959) van Otto Preminger. Later vertolkte hij de hoofdrol in The Bridge at Remagen (1969).
Gazzara werkte ook meermaals samen met John Cassavetes. In 1970 speelde hij aan de zijde van Peter Falk in Husbands, geregisseerd door Cassavetes. In 1975 waren ze samen te zien in Capone, waarin Gazzara de beruchte gangster Al Capone neerzette. Een jaar later nam Gazzara de hoofdrol in The Killing of a Chinese Bookie (1976) voor zijn rekening. Deze cultfilm werd eveneens door Cassavetes geregisseerd. In 1979 was hij te zien Bloodline en in 1981 in They All Laughed.
Ook regisseerde Gazzara twee van de beste afleveringen van Columbo: A Friend in Deed in 1974 en Troubled Waters (met o.a. Robert Vaughn, Patrick Macnee en Jane Greer) in 1975.  
In de loop der jaren groeide Gazzara uit tot een veelgevraagde bijrolacteur. Zo was hij te zien in enkele bekende producties als The Big Lebowski (1998), Happiness (1998), The Thomas Crown Affair (1999) en Dogville (2003). Geen eenvoudige taak, aangezien bij Gazzara in 1999 keelkanker werd vastgesteld. Hij volgde een chemokuur en vermagerde enorm tijdens de behandeling.
In 2012 overleed Gazzara op 81-jarige leeftijd aan alvleesklierkanker. 
Gazzara was vlak voor zijn dood betrokken bij het maken van een film genaamd Max Rose, waarin hij tegenover de bejaarde komiek Jerry Lewis zou spelen. In 2016 kwam de film uit onder regie van Daniel Noah.

## Privéleven
Naar verluidt had Gazzara voor een korte periode een relatie met actrice Audrey Hepburn, met wie hij samen te zien was in Bloodline en They All Laughed. Gazzara was van 1951 tot 1957 getrouwd met Louise Erickson. Van 1961 tot 1979 was hij gehuwd met actrice Janice Rule. In 1982 trouwde hij met het Duitse model Elke Krivat, met wie hij tot zijn dood samen bleef.